# Escoles públiques Garcia Fossas
Les Escoles públiques Garcia Fossas, o Grup Escolar Garcia Fossas, és un edifici del municipi d'Igualada (Anoia). Està protegit com a bé cultural d'interès local. Projectat com orfenat, actualment acull el Centre d'Ensenyament Infantil i Primària (CEIP) Garcia Fossas.

## Descripció
Estructuralment l'edifici és simètric, i juga amb tres elements en la part plàstica: l'arrebossat gris i carreu a la planta baixa, el totxo vist en el primer pis, i l'estucat blanc en l'última planta. En la part central de l'edifici, i feta amb pedra, hi ha una balconada. Sobre d'aquesta, un escut de la ciutat flanquejat per dos nens. Aquest escut és obra de l'escultor Ferran Serra. Per l'època en què va ésser construït, per les característiques generals, i per les particularitats del grup escultòric, podem dir que l'edifici s'engloba dins el corrent Noucentista.

## Història
L'1 de juliol de 1935, el mecenes igualadí Artur Garcia-Fossas va crear el Patronat Garcia Fossas, amb objecte de construir un orfenat a Igualada per nens orfes d'entre 8 i 14 anys. La construcció de l'edifici va costar unes 300.000 pessetes i l'obra va ser un dels projectes més importants de l'arquitecte Bonaventura Bassegoda i Amigó, amb Pere Vilarrúbies com a contractista d'obres. L'obra s'inicià l'octubre de 1935 i s'acabà maig de 1937. L'edifici es va fer pensant que seria un orfenat, amb el primer pis per les aules i el menjador, el segon per als dormitoris i el tercer per a la comunitat religiosa. L'abril del 1938, davant les dificultats al front d'Aragó, les autoritats republicanes van decidir utilitzar el col·legi com a hospital de guerra i van construir un refugi antiaeri destinat al personal mèdic. Després de la guerra va obrir com a Centre d'ensenyament primari el 3 de maig de 1941. Artur va poder aconseguir que dintre d'aquesta escola hi funcionés un menjador per poder servir dinars als alumnes orfes i als més necessitats. El 1949 el Centre d'Estudis Comarcals d'Igualada va inaugurar el Museu de la Ciutat ubicat una sala del segon pis d'aquest edifici, i el 1954 es va fundar el Museu de la Pell d'Igualada, ubicat inicialment al tercer pis.
Un altre edifici construït anteriorment, l'Institut Garcia-Fossas, va inaugurar les activitats docents al setembre de l'any 1933 i va ser clausurat l'any 1939. Actualment acull l'Escola Àuria.
L'ensenyament oficial del batxillerat no va ésser reprès a Igualada fins a l'any 1962. Avui en dia l'edifici de les escoles públiques Garcia Fossas acull el Centre d'Ensenyament Infantil i Primària (CEIP) Garcia Fossas.